# Edmund P. Giambastiani

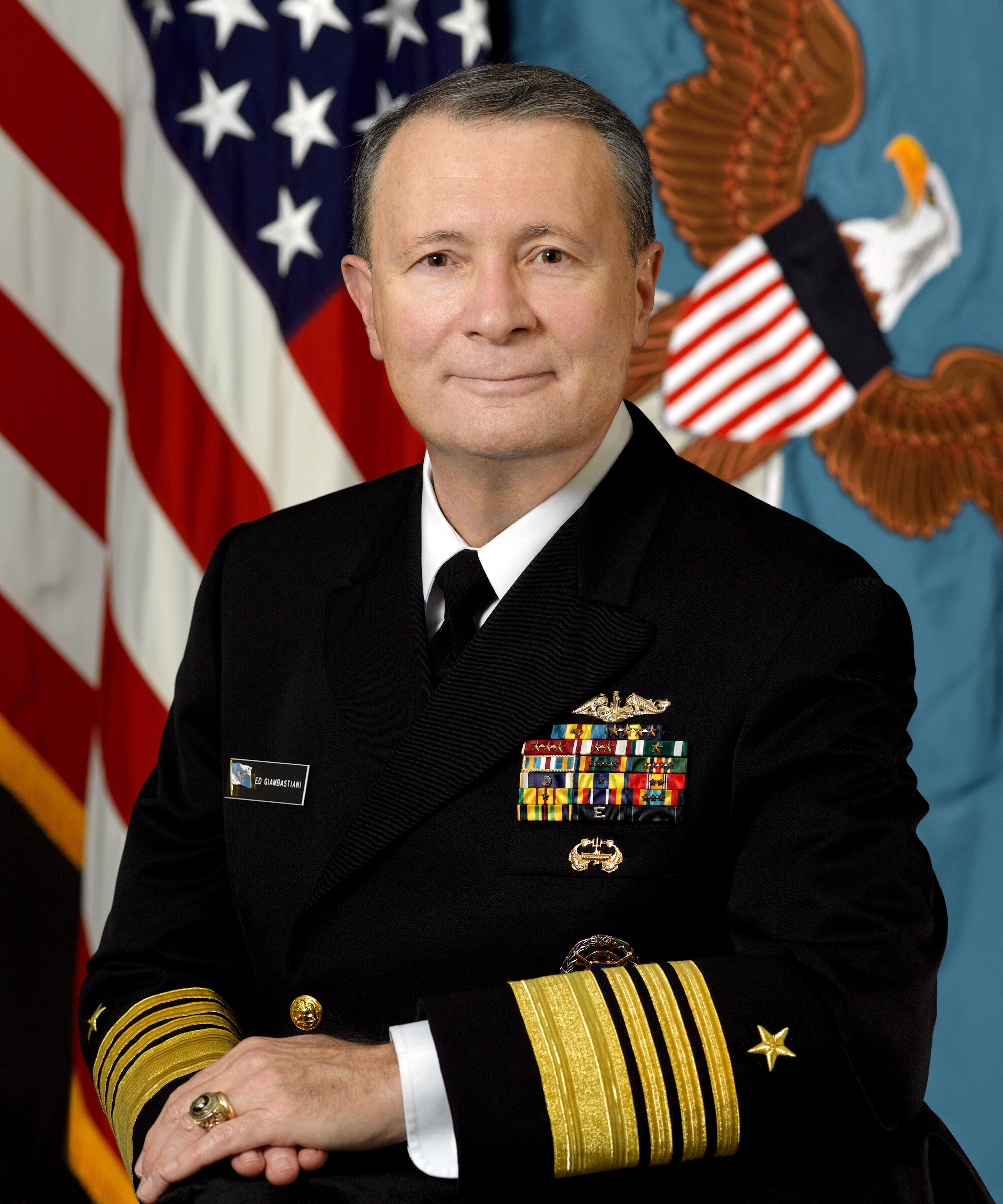
Adm. E. Giambastiani

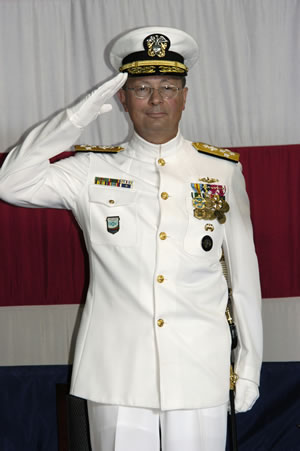
Admiral Edmund P. Giambastiani, 2005

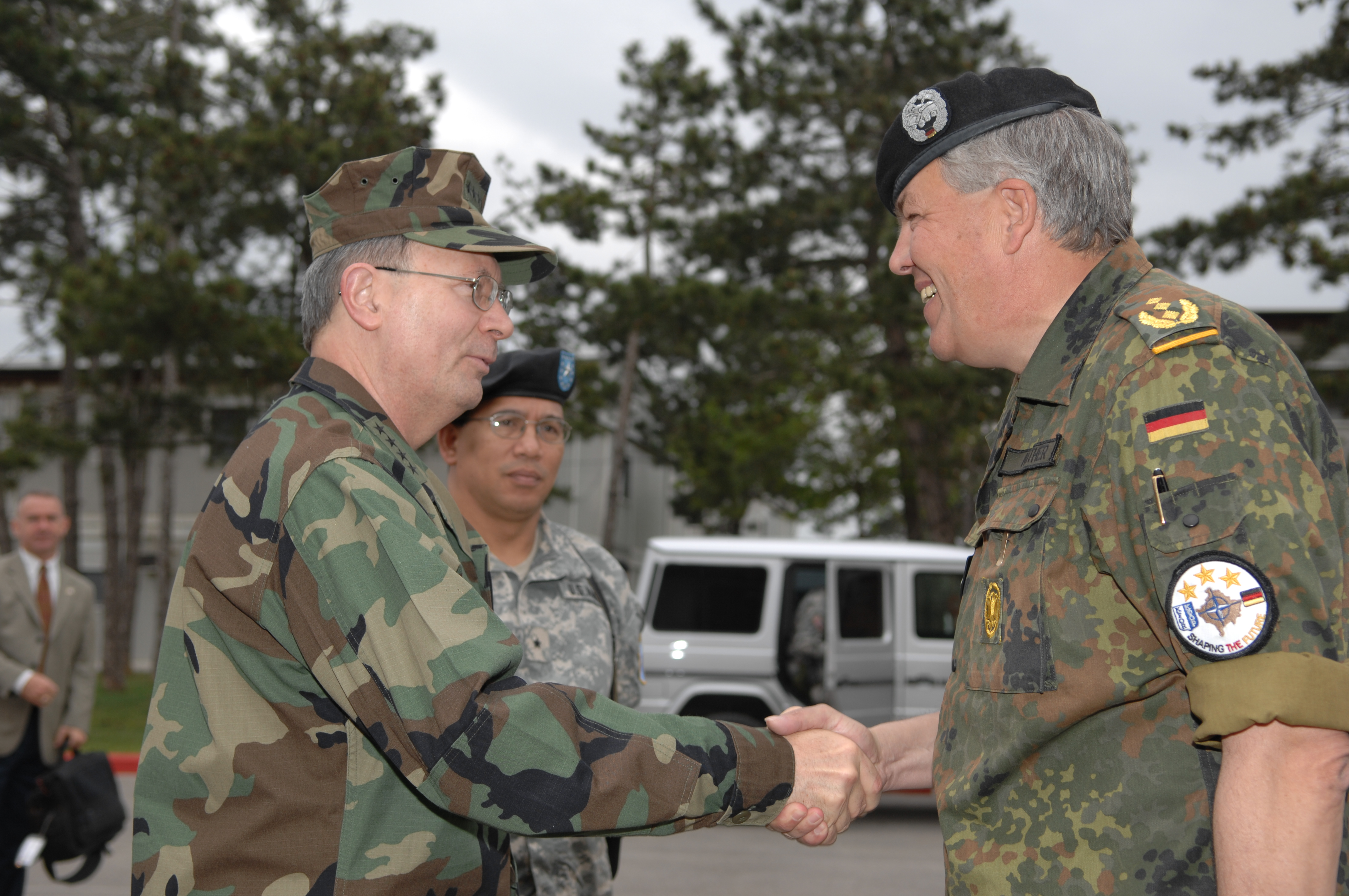
Giambastiani mit Generalleutnant Roland Kather, Bundeswehr, und Brigadier General Albert Bryant, Jr., US Army, 2007.

Edmund P. Giambastiani junior (* 4. Mai 1948 in Canastota, New York) ist ein ehemaliger Admiral der US Navy. Er diente vom 12. August 2005 bis zum 27. Juli 2007 als siebter stellvertretender Vorsitzender des Vereinigten Generalstabs (Vice Chairman of the Joint Chiefs of Staff) und war damit nach General Peter Pace, dem Vorsitzenden, der ranghöchste Soldat der US-Streitkräfte.

## Militärische Laufbahn
1970 graduierte Edmund Giambastiani an der US Naval Academy in Annapolis.
Er war in vielen Verwendungen eingesetzt, darunter viele, in denen er verantwortlich für die Entwicklung neuer Technologien und experimentelle Prozesse war und davon viermalig als Kommandeur. Er kommandierte das einzige nuklearbetriebene Tiefseeforschungs-U-Boot (NR-1 Deep Submergence Craft) und die U-Boot-Entwicklungsstaffel Zwölf (Submarine Development Squadron Twelve), einer U-Boot-Angriffsstaffel, die als Kriegführungszentrum für U-Boot-Lehre und -taktik dient. Diese Staffel wurde 1949 aufgestellt und ist damit die älteste experimentelle Einheit ihrer Art innerhalb der US-Streitkräfte. Giambastiani war auch als erster Direktor für Strategie und Konzeption innerhalb des Naval Doctrine Command eingesetzt.
Als Kommandant war Giambastiani an Bord des Angriffs-U-Bootes USS Richard B. Russell eingesetzt und ebenso als Kommandeur der U-Bootkräfte der US-Atlantikflotte, Kommandeur des alliierten NATO-U-Boot-Atlantikkommando und als Kommandeur der Atlantischen Anti-U-Boot- und Aufklärungskräfte in Norfolk (Virginia).
Giambastiani war u. a. spezieller Assistent des stellvertretenden Direktors für Nachrichtendienste der CIA und Mitglied der Kommission für strategische Studien des Chief of Naval Operations (CNO). Als Flaggoffizier diente er als stellvertretender Stabschef für Ressourcen, Kriegführungsanforderungen und -bewertung für den Kommandeur der US-Pazifikflotte; als Direktor der Unterwasser-Kriegführungsdivision im Stab des CNO; als stellvertretender CNO für Ressourcen, Anforderungen und Bewertung, sowie von 2001 bis August 2002 für den US-Verteidigungsminister Donald Rumsfeld als Senior Military Assistant. Bevor in den Vereinigten Generalstab berufen wurde, war er vom 2. Oktober 2002 bis zum 1. August 2005 Kommandeur des US Joint Forces Command und damit ebenfalls vom 2. Oktober 2002 bis 19. Juni 2005 erster Supreme Allied Commander Transformation (SACT) der NATO, zuständig für Transformation. Am 12. August 2005 wurde Giambastiani dann als siebter stellvertretender Vorsitzender der Joint Chiefs of Staff vereidigt und war damit der dritte Marineoffizier, der diese Position einnahm.
Am 8. Juni 2007 nominierte US-Verteidigungsminister Robert Gates General James E. Cartwright als neuen stellvertretenden Vorsitzenden der Joint Chiefs of Staff. Da Admiral Michael G. Mullen zur gleichen Zeit als neuer Vorsitzender nominiert wurde, ging Giambastiani am 27. Juli 2007 in den Ruhestand, da die zwei höchsten Positionen der US-Streitkräfte nicht von Offizieren der gleichen Teilstreitkraft besetzt werden sollen.

## Auszeichnungen
Auswahl der Dekorationen, sortiert in Anlehnung der Order of Precedence of the Military Awards:
- Defense Distinguished Service Medal (2 ×)
- Navy Distinguished Service Medal (5 ×)
- Legion of Merit (4 ×)
- Meritorious Service Medal (3 ×)
- Navy & Marine Corps Commendation Medal (2 ×)
- Navy Unit Commendation (5 ×)
- Global War on Terrorism Service Medal
- NATO Meritorious Service Medal
- Orden des Adlerkreuzes I. Klasse
- Kommandeur der französischen Ehrenlegion
- Knight Grand Cross of the Order of the British Empire
- Kommandeur mit Stern des Ungarischen Verdienstordens